# Össjö församling
Össjö församling var en församling i Lunds stift och i Ängelholms kommun. Församlingen uppgick 2006 i Munka Ljungby församling (utan bindestreck).

## Administrativ historik
Församlingen har medeltida ursprung.
Församlingen var från 1551 till 1962 moderförsamling i pastoratet Össjö och Tåssjö som även från 1681 till 1736 omfattade Munka-Ljungby församling och från 1681 till 1732 Ängelholms församling. Från 1962 till 1974 var församlingen annexförsamling i pastoratet Östra Ljungby, Källna och Össjö och från 1974 till 2002 annexförsamling i pastoratet Munka-Ljungby, Tåssjö och Össjö. Församlingen uppgick 2006 i Munka Ljungby församling.

## Kyrkobyggnader
- Össjö kyrka